# جامع إسكندر باشا (فاتح)
جامع إسكندر باشا (بالتركية: İskender Paşa Cami)‏ مسجد تاريخي في مديرية الفاتح في إسطنبول، تركيا.
يقع المسجد في شارع سارغورزيل في حي إسكندرباسا في الفاتح، كان بناؤه في 1505-1506 بهبة من اسكندر باشا، الذي عاش في زمن محمد الفاتح (1432-1481) وشغل منصب وزير خلال حكم بايزيد الثاني (1481-1512). من مواليد قرية فيز، وقد توفي إسكندر باشا في عام 1507، لذلك فمن المفترض أن المسجد تم بناؤه في نهاية القرن 15 أو في بداية القرن 16. وللمسجد اسم آخر هو «مسجد تكريم» الذي أخذ من ثكنة للإنكشارية تقع في المنطقة في الماضي.

## العمارة
للمسجد فناء بمدخلين اثنين المدخل (البوابة) الشمالي والمدخل الجنوبي. حول الفناء، توجد غرف. في وسط من ذلك، بنيت حديثا نافورة (شاذروان).
يحتوي الرواق على ثلاث فتحات مقوَّسة وأربعة أعمدة تحمل ثلاثة قباب. تيجان الأعمدة أخذت من الأعمال البيزنطية، وقد فقدت أصالتها بسبب التقطيع أثناء أعمال الترميم. ويقع المحراب على الجانب الأيسر من الرواق. ومدخل المسجد محاط بإطار مستطيل ومزخرف بمقرنصات رخامية من الأعلى.

## مركز النقشبندية
كان إمام المسجد الشيخ (محمد زيت كوكتو) وهو شيخ بارز من شيوخ الطريقة النقشبندية (ولد 1897 - وتوفي عام 1980)، وخلال فترة إمامته تمكن من جعل المسجد والمنطقة المحيطة به تتبع أوامر الطريقة النقشبندية. وكان من أتباع الشيخ محمد كوتكو العديد من السياسيين الإسلاميين البارزين من أمثال محمد رجائي قوطان ونجم الدين أربكان وتوركوت أوزال وسليمان دميرل ورجب طيب أردوغان الذين أصبحوا لاحقا قادة أحزاب سياسية وشغل بعضهم منصب رئيس تركيا ورئيس وزراء تركيا.

## معرض صور

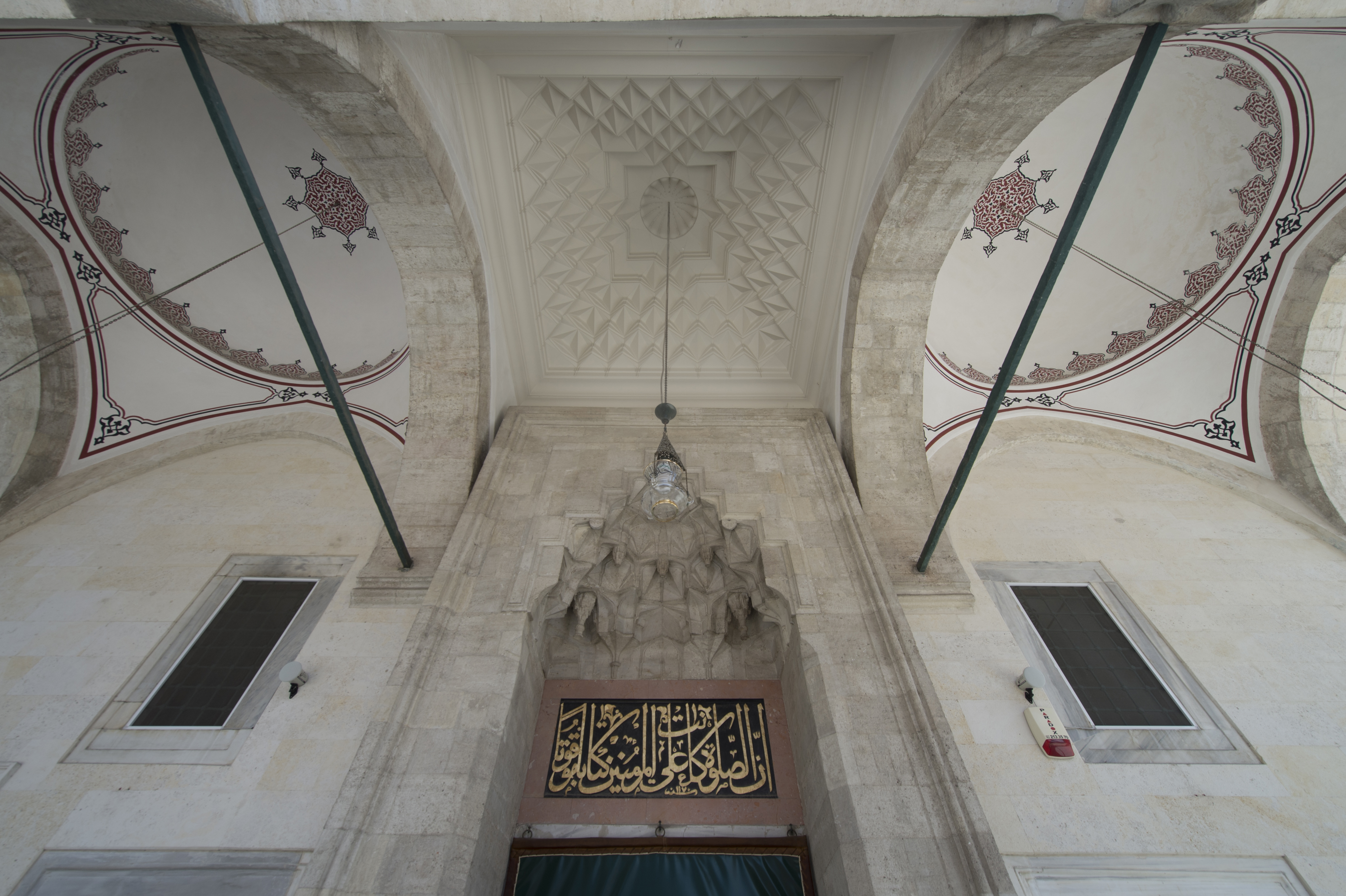
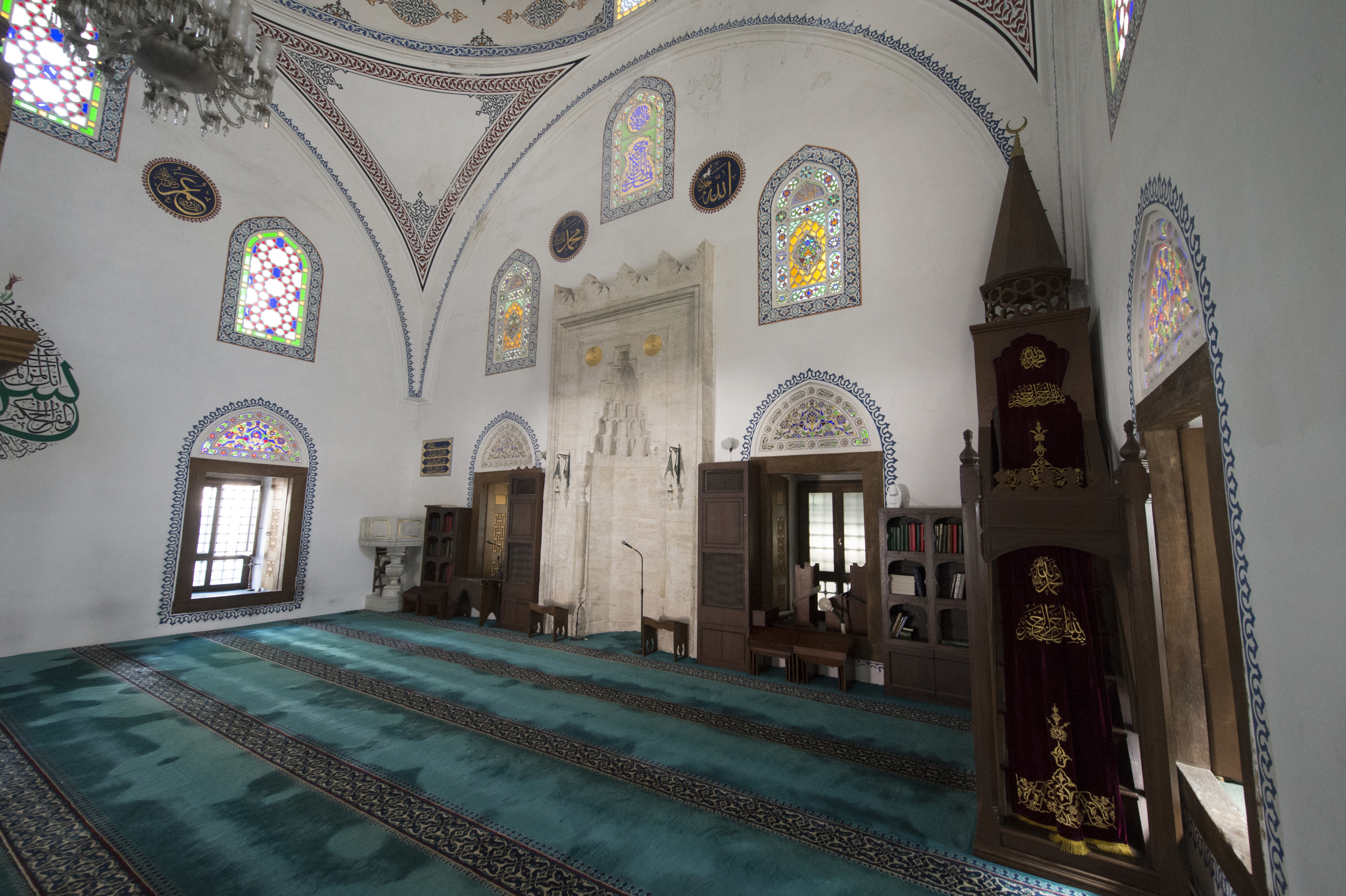
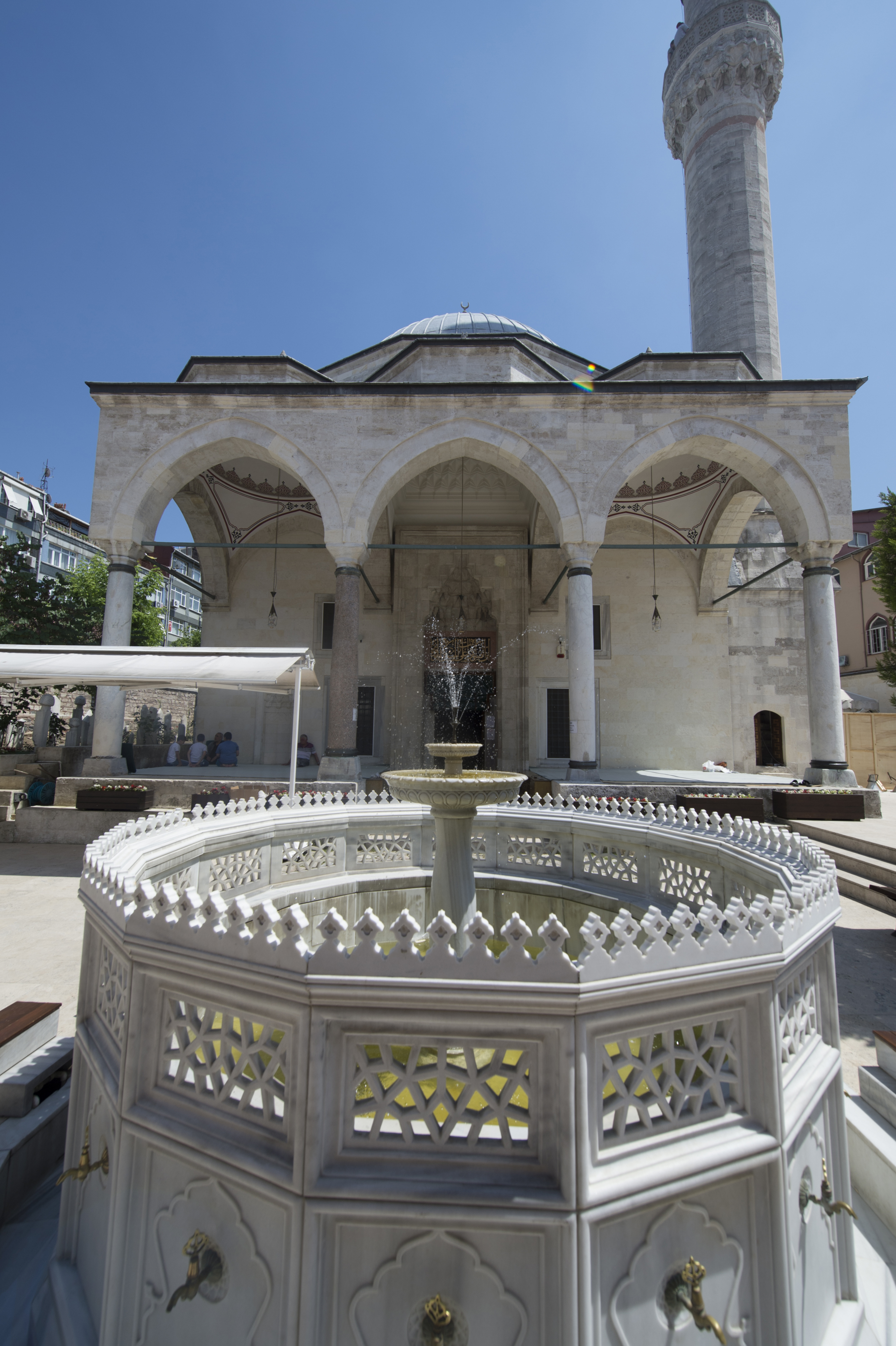
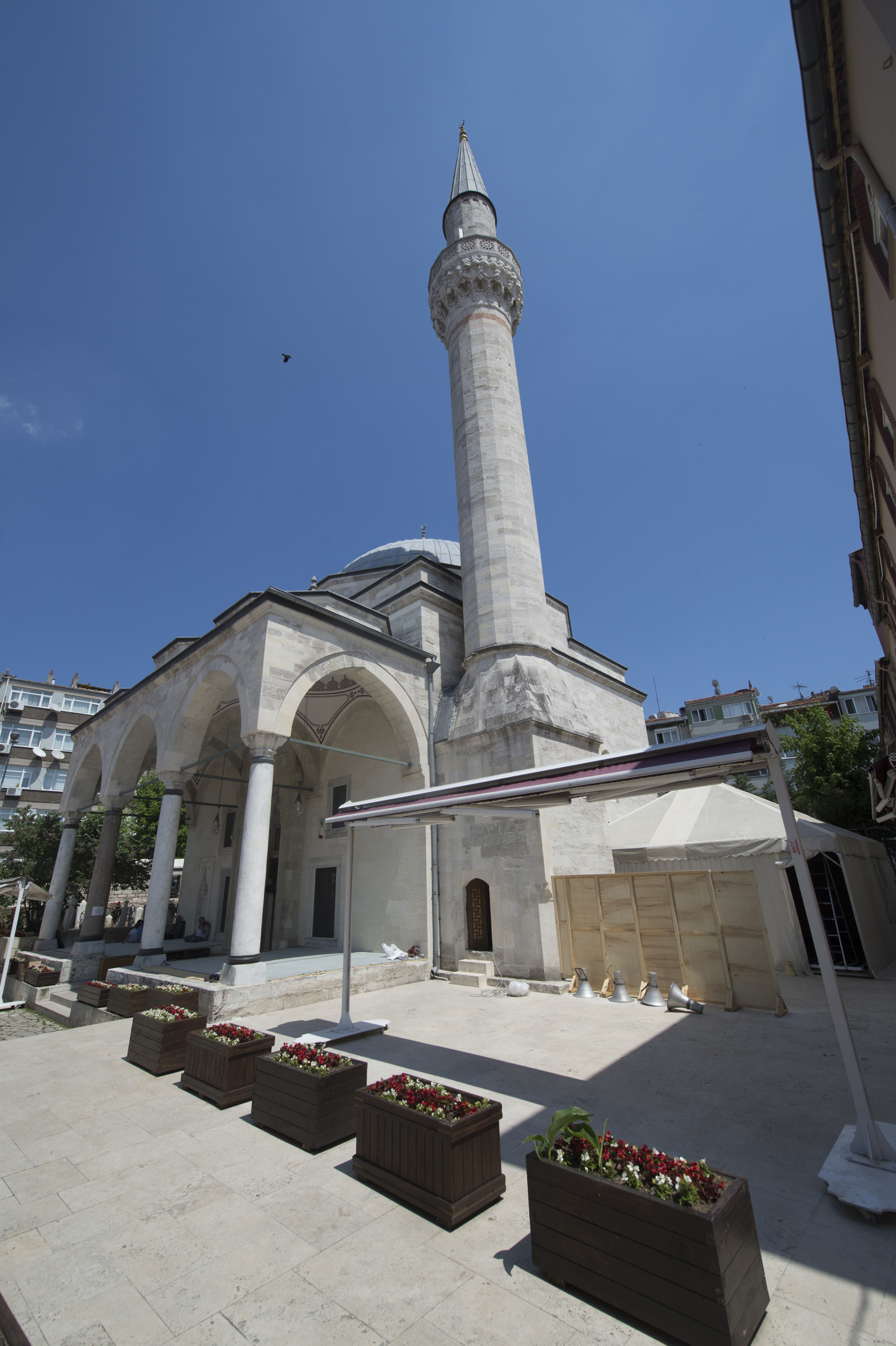
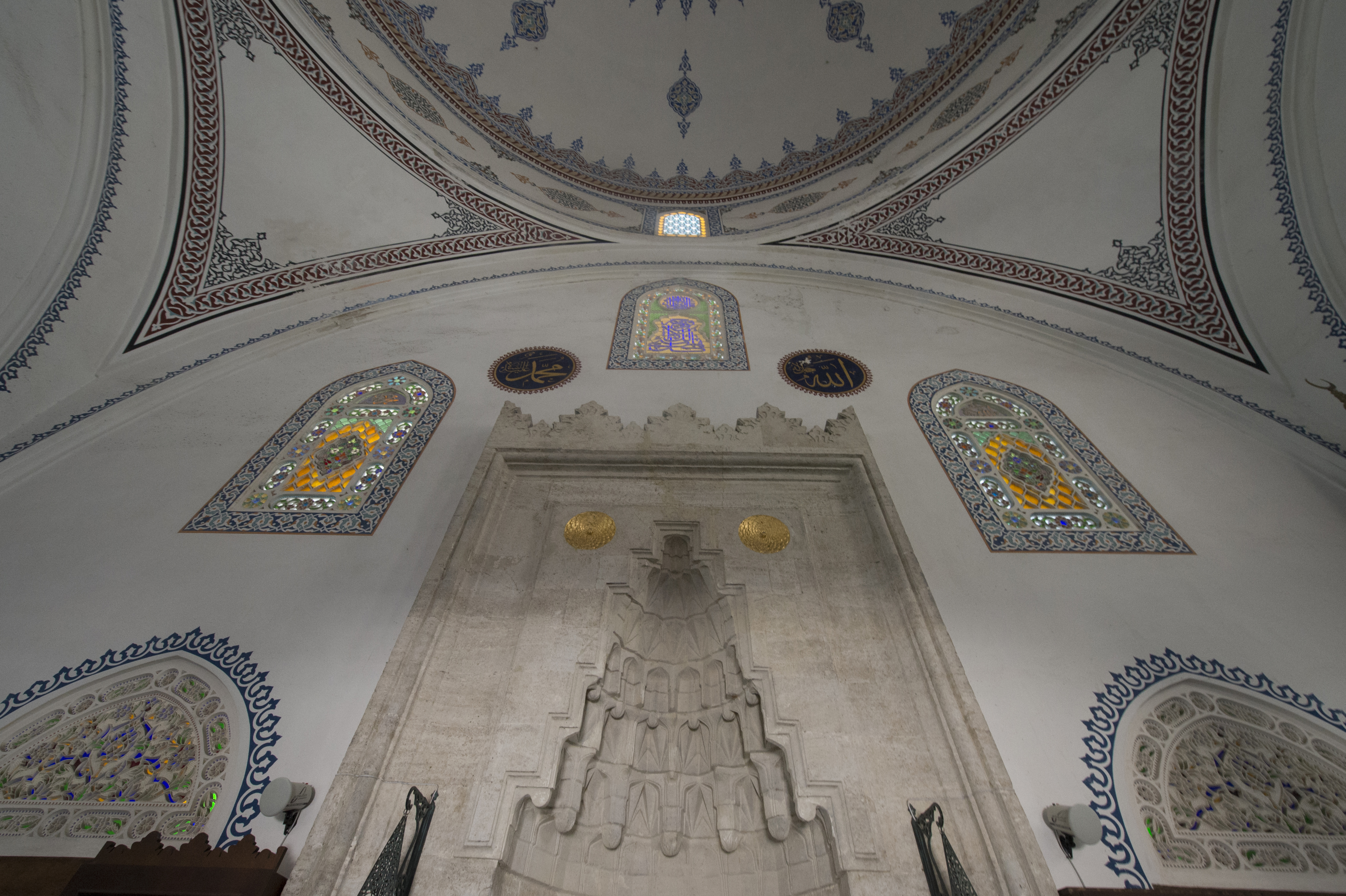